# Jack Jersey
Jack de Nijs, conegut com Jack Jersey (Cimahi, Java Occidental, 18 de juliol de 1941 - Roosendaal 26 de maig de 1997), va ser un músic neerlandès. Sobretot era productor musical, compositor de cançons, lletrista, arranjador i intèrpret (cantant) en els estils soft rock, música lleugera, country, cançons novetats i cançons neerlandeses. Va fer cançons en neerlandès i anglès, i algunes vegades en malai, alemany i italià. Componia també música i grans èxits per instrumentalistes entre qui Andre Moss. Va treballar amb artistes dels Països Baixos i altres països. Durant la seva vida Jack de Nijs i els artistes que representava van vendre més de vint milions d'discos.

## Vida

### Anys joves
Jack de Nijs va néixer a Cimahi a les Índies Orientals Neerlandeses (Indonèsia d'avui). Ja quan ell era jove es notava aviat que era dotat musicalment. Quan encara ell era un nen petit tocava ja amb un banyo ukelele en una orquestra del seu poble. El 1951 la família repatriava als Països Baixos. De l'any 1952 vivien a Roosendaal. Durant els seus estudis cantava com frontman de diversos grups musicals. Durant el seu estudi superior d'hostaleria a Maastricht va conèixer a Elly, qui més tard es va convertir en el seu esposa.

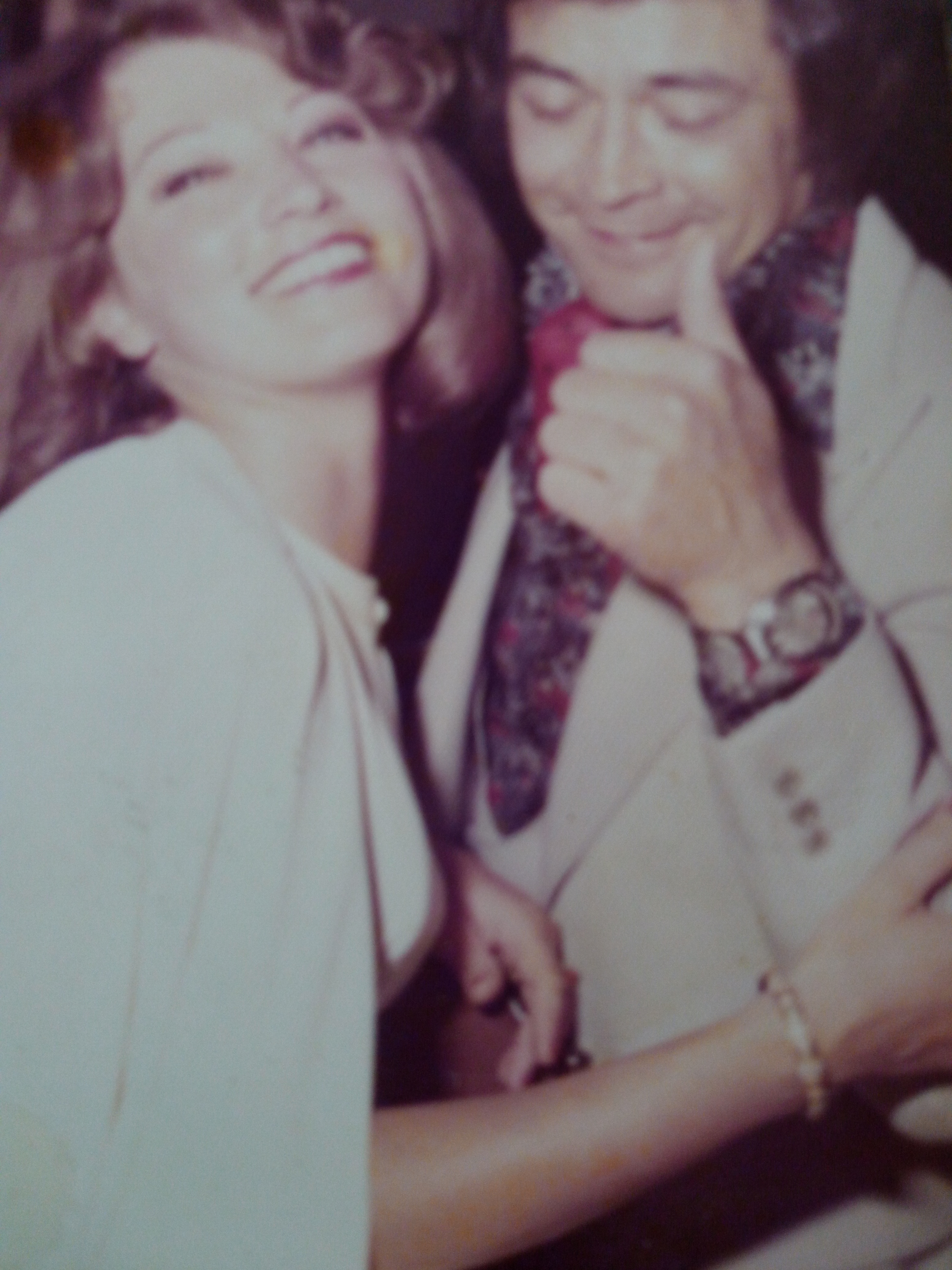
Elly i Jack de Nijs

### Compositor de cançons i productor musical
Després de graduar-se va ocupar diverses llocs de treball, va completar el seu servei militar i el tenia la seva pròpia companyia en la fabricació i lliurament de menjar indonèsia. Mentrestant va cantar en diversos grups musicals, inclòs dos grups de jazz holandesos a Alemanya. El 1966 Jack i Elly es van casar i el 1967 van tenir un fill. Després que el seu propi negoci amb menjar indonèsia no fos prou rendible, va haver de sol·licitar una feina i, finalment, es va convertir el cap de departament d'exportació de la fàbrica de Philips a Roosendaal.
Malgrat tot, res podia sufocar la seva passió per la música. En 1968 De Nijs decidir de continuar la seva vida professional a la música, com a compositor de cançons i productor musical. En aquest any va fundar la seva pròpia empresa J.R. Productions, inicialment amb Ruud Wenzel i poc més tard amb Henk Voorheijen. Els inicials J.R. (Jack & Ruud) van canviar a Jeetzi Rah ("hebreu per Món de Creació"). Voorheijen s'encarregava de la gestió comercial i Jack de Nijs s'encarregava de les tasques creatives i musicales. La seva cançó Antoinette, el 1969, es va convertir en el seu primer hit single, exactament a el dia de naixement de la seva filla. Era cantat per Leo den Hop al neerlandès. La traducció d'Antoinette per Ray Miller es va convertir en un èxit molt gran a Alemanya. Dels deu senzills compostos per Jack de Nijs en el primer any, vuit d'ells van ser grans èxits als Països Baixos. A més, tres traduccions eren èxits molt grans a Alemanya.
En els anys següents també es va desenvolupar com a productor musical i arranjador. Va compondre moltes cançons instrumentals per als saxofonistes André Moss i Maurici de la Croix. Els artistes que van cantar en l'idioma neerlandès van ser inclouen, entre d'altres, Leo den Hop, Sjakie Schram, Cock van der Palm, Zangeres zonder Naam, Arne Jansen, Tony Bass, Luk Bral, Jan Boezeroen i Frank & Mirella. Els artistes que van cantar en anglès inclouen, entre d'altres, Crown 's Clan, Road, Clover Leaf, Donna Lynton, Tielman Brothers, Tony Martin i Nick MacKenzie.

### Carrera com Jack Jersey
Jack de Nijs tenia alguns hit singles, èxits modests en neerlandès amb el seu propi nom i un en anglès, Blame it on the summersun (1971), amb el pseudònim Ruby Nash. Participava també en el grup musical Brabants Bont (bigarrat brabantés). Quan hi havia escrit la cançó I'm Calling, i volia trobar un cantant adequat per cantar el va ser amb aquesta banda de demostració a Midem (Marché Internacional du Disque et de l'Edició Musicale) a Canes a França. Va conèixer a un conegut discjòquei holandès que el va assessorar per cantar ell mateix aquest cançó i alliberar. Va seguir això consell i ho va gravar sota el pseudònim Jack Jersey. Es va convertir en un disc d'alarma, com en diuen als Països Baixos quan un nou disc té el potencial d'esdevenir un gran èxit. La carrera de Jack Jersey havia començat i un èxit a un altre èxit va seguir.
Al seu pare va tenir la idea de canviar el nom Jack de Nijs a Jack Jersey, perquè sona més internacional. Altres fuentas esmenten que el seu nom prové de l'illa de Jersey.
Encara que moltes persones van escoltar una mica d'Elvis Presley en el seu estil i música, ell mai va tenir la intenció de fer-se passar per ell o d'imitar-lo amb la seva veu de cant i en el seu estil i en la seva música. Però Jack de Nijs ho accepta com un gran complert i gradualment decidia abraçar aquest imagen. I'm Calling es va convertir en un gran èxit, així com catorze següents hit singles com In The Still Of The Night, Papa Was A Poor Man, I Wonder i Blue Brown Eyed Lady.
Era un èxit sobtat i inesperat. Hauria tingut l'ambició de fer una carrera com a cantant individual 10 anys més abans, però mentrestant se sentís més compositor i productor de música que cantant. Sempre estava molt nerviós abans dels concerts. A certes persones era la prova que sigui un veritable artista. No obstant, va limitar el nombre de concerts a quinze per any.

### Nashville

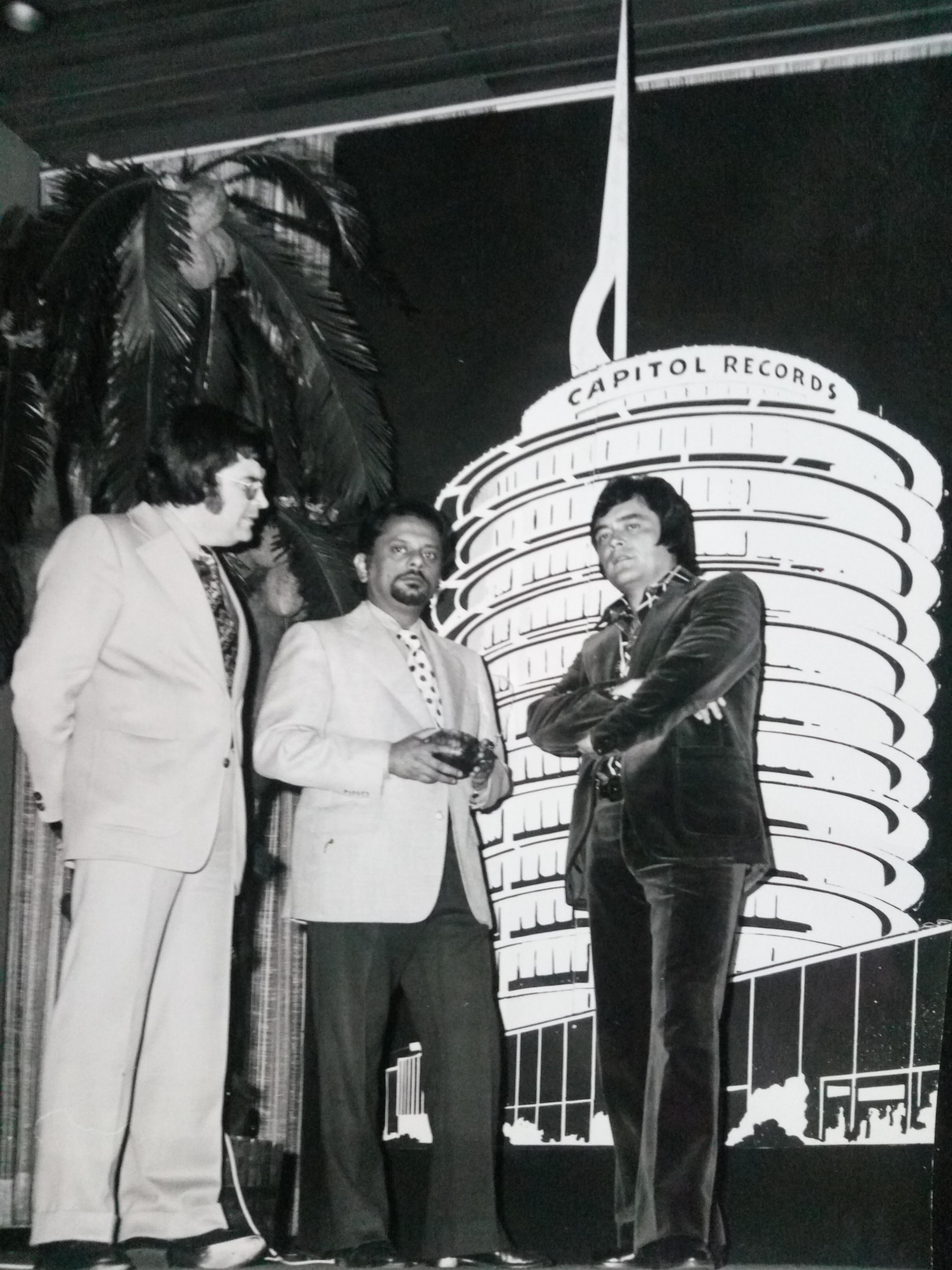
Roel Kruize, Bhaskar Menon i Jack Jersey

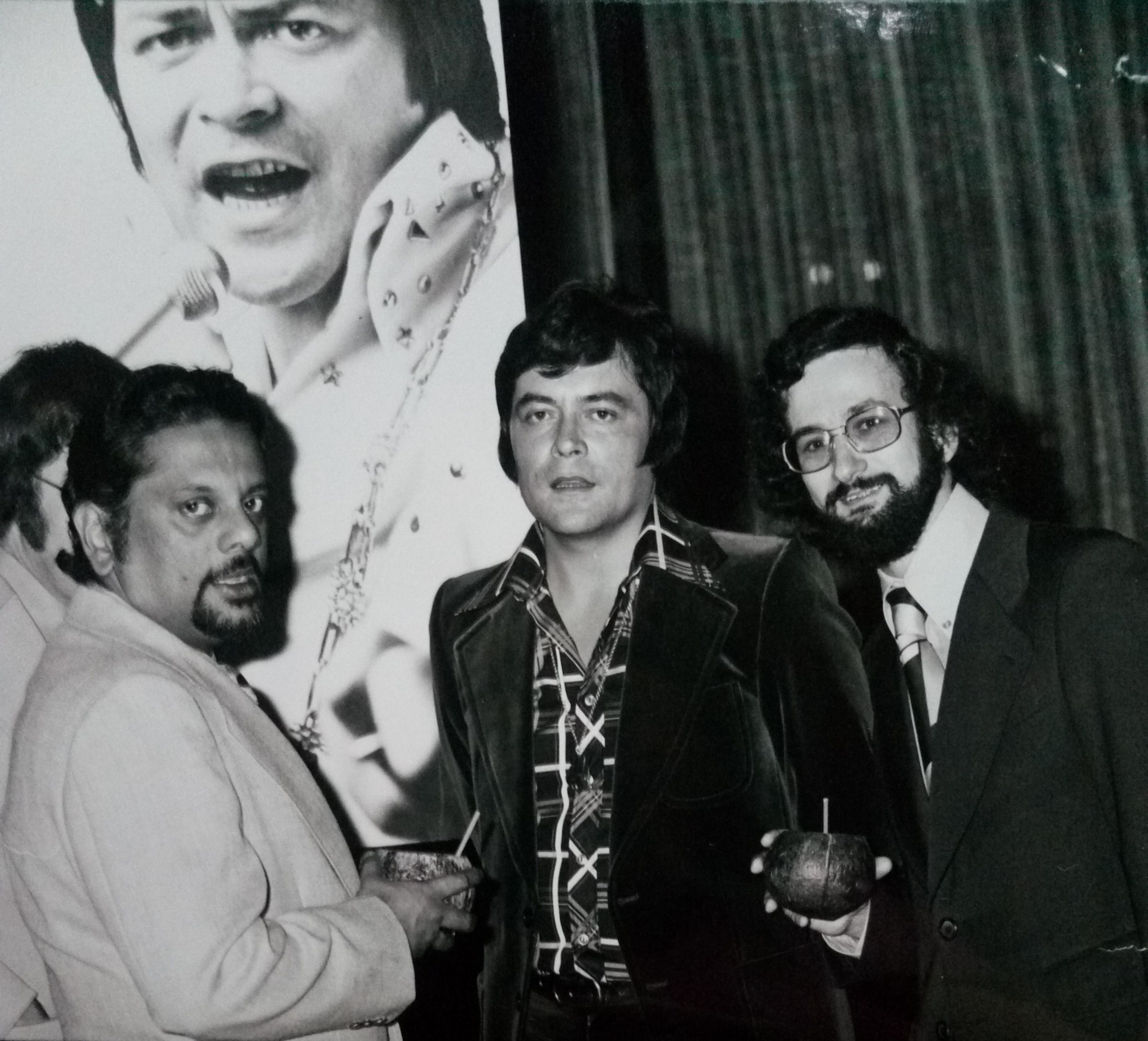
Roel Kruize, Bhaskar Menon, Jack Jersey i Theo Roos

El seu LP In The Still Of The Night (1974) va ser la raó en què Capitol Records el va convidar a gravar un àlbum a Nashville, Tennessee, amb The Jordanaires. Això grup musical havia cantat amb Elvis Presley en el període de 1956 fins a 1972. En Nashville Jack Jersey & The Jordanaires van gravar el LP I Wonder per al públic europeu i Honky Tonk Man per al públic nord-americà. Frank Jones va ser el productor i estava conegut pel seu treball per a artistes com Buck Owens i Jim Reeves. En els àlbums musicals van aparèixer 8 cançons pròpies i 4 versions d'altres artistas. Quan Jack va tornar als Països Baixos, hauria d'esperar amb el llançament d'I Wonder, perquè In The Still Of The Night estava encara en els 10 principals.Algun temps després, quan es va llançar el seu LP I Wonder va aconseguir a el número 3.
El 1980, després de tres anys de silenci, va llançar el seu senzill anomenat Sri Lanka ... My Shangri-La. Aquest senzill va aconseguir el número 2 en els Països Baixos, 2 a Bèlgica, 6 a Àustria, 8 a Suïssa i 34 a Alemanya. Pel cantant, artista Jack Jersey, es va convertir en el seu major èxit. Alguns anys més tard tenia èxit a Polònia amb una venda de 78.000 còpies del seu LP Close To You. Va viatjar a diferents països per gravar els seus videoclips. No només als Països Baixos i Bèlgica, sinó també a Espanya, Àustria, Bulgària, Mèxic, Indonèsia, Sri Lanka i Tunísia, es van gravar pel·lícules musicals i videoclips que van ser transmesos a la televisió holandesa per diverses emissores com AVRO, TROS o NCRV.

### Salut
El 1985 i novament el 1986 es van observar pòlips pòlip a les cordes vocals, i dos anys més tard, el 1988, se li va diagnosticar un tumor maligne a la faringe i la laringe.
Es va sotmetre a cirurgia i radioteràpia diverses vegades. Després d'aquests tractaments pesats, el viu diàriament sota una medicació significativa amb analgèsics, però mai es recuperarà del tot. A l'octubre de 1996 el estava molt malalt. Al febrer de 1997, es va concedir amb EMI un últim doble CD amb el títol Thanks For All The Years (traduït Gràcies per tots els anys). A la matinada de el 26 de maig de 1997, va morir a causa de les conseqüències que va tenir a l'edat de 55 anys en els braços de la seva esposa.
Després que ell va morir, els artistes van seguir cantant la seva música. Als Països Baixos per exemple Frans Bauer, Marianne Weber i René Schuurmans van llançar versions de les seves cançons, i d'altres països van ser artistes com Frank Michael en francès i italià.

## Distincions

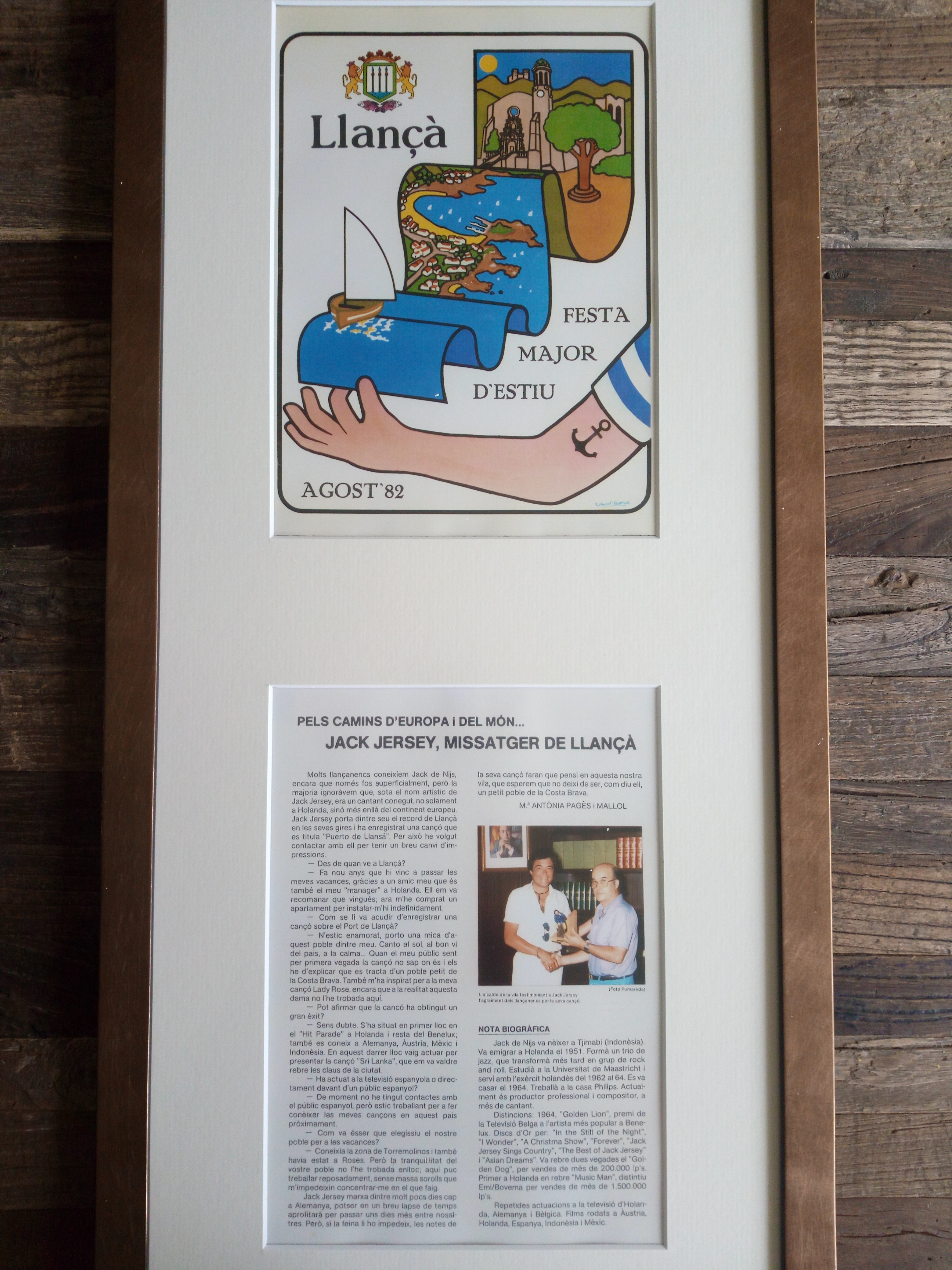
Jack Jersey, Missatger de Llançà

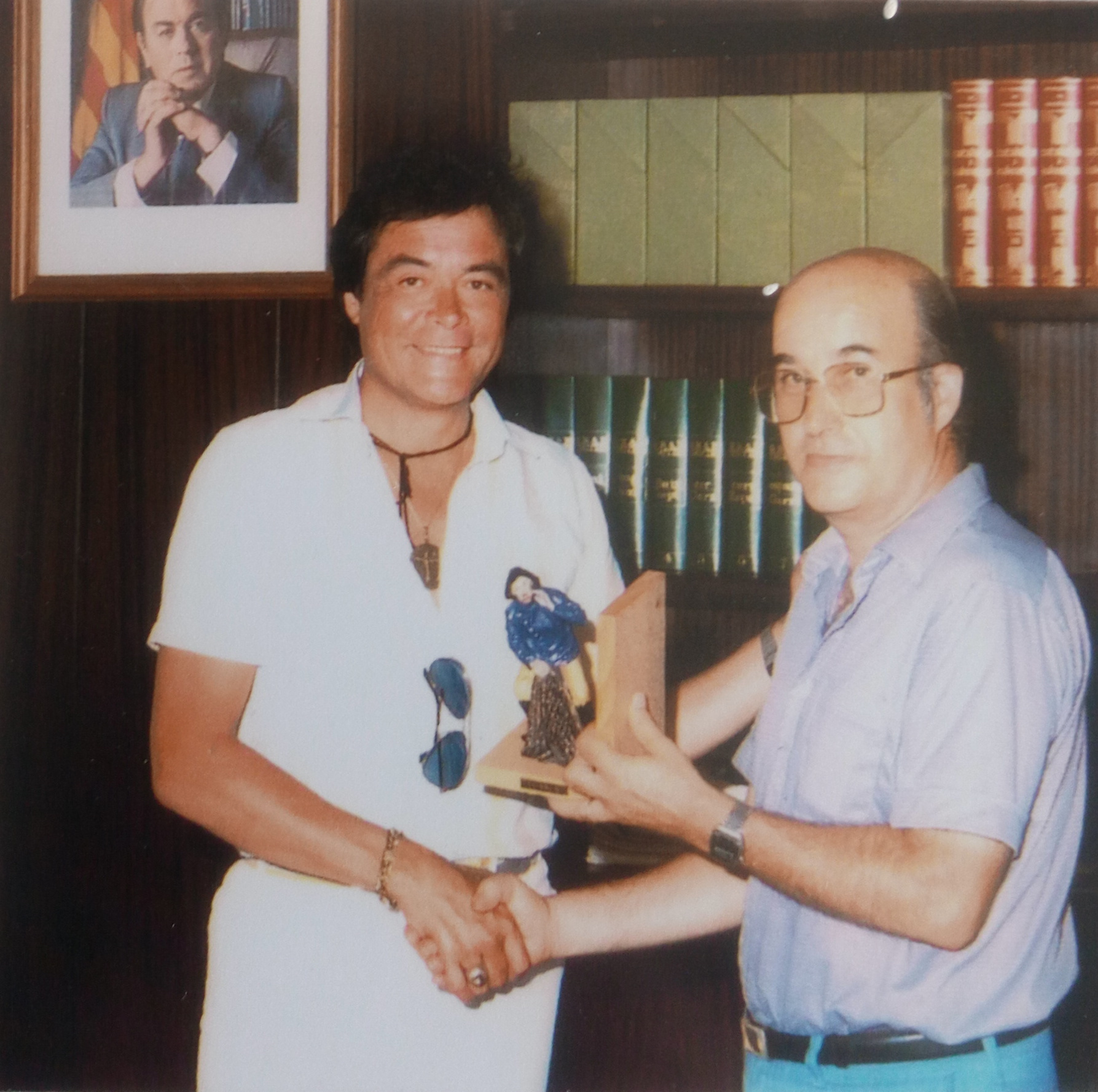
Jack Jersey i alcalde de Llançà

Jack de Nijs va rebre moltes distincions pel seu treball com a cantant, compositor de cançons i productor musical, inclòs els certificats oficials de 16 discos de platí, 30 discos d'or i 5 His Masters Voice ("La veu del seu amo") .
Exemples de diversos distincions que va rebre, són:
- 1972: Bolígraf daurat de Conamus.
- 1974: Premi Lleó d'Or de la televisió Belga BRT, per a l'artista de gravació més popular de l'Benelux.
- 1974: Premi de Producció de TROS.
- 1974: His Masters Voice (La veu del seu amo) Gramòfon de porcellana de  Bovema.
- 1976: Premi a l'artista més popular dels Països Baixos, juntament amb André van Duin.
- 1977: Plaqueta de plata de  Bovema sobre base de marbre en honor de Jack de Nijs per a les vendes que pujaven els 750.000 senzills i els 1.500.000 àlbums. Aquest premi especial no havia estat atorgat a ningú abans.
- 1978: Certificat signat per Frie Thijs (secretària) i Marinus Wagtmans (president) en nom del comitè organitzador, com a mostra de gratitud, ja que la cooperació de Jack Jersey va fer possible l'arribada del Tour de França a St. Willebrord. (El pròleg a Leiden, la primera etapa, part A, que uneix Leiden amb St. Willebrord, el va guanyar el 30 de juny de 1978 Jan Raas.[11][12]
- 1980: Certificat NVPI de la Federació Internacional de la Indústria Fonogràfica.
- 1982: Missatger de Llançà, va rebre títol honorífic rebut de l'alcalde de Llançà a Catalunya.[13]
- 1983: Premi d'Exportació de Conamus pel seu treball per a  Comment ça va  de The Shorts.

|  |  |  |  |

### (Homenatge) pòstum

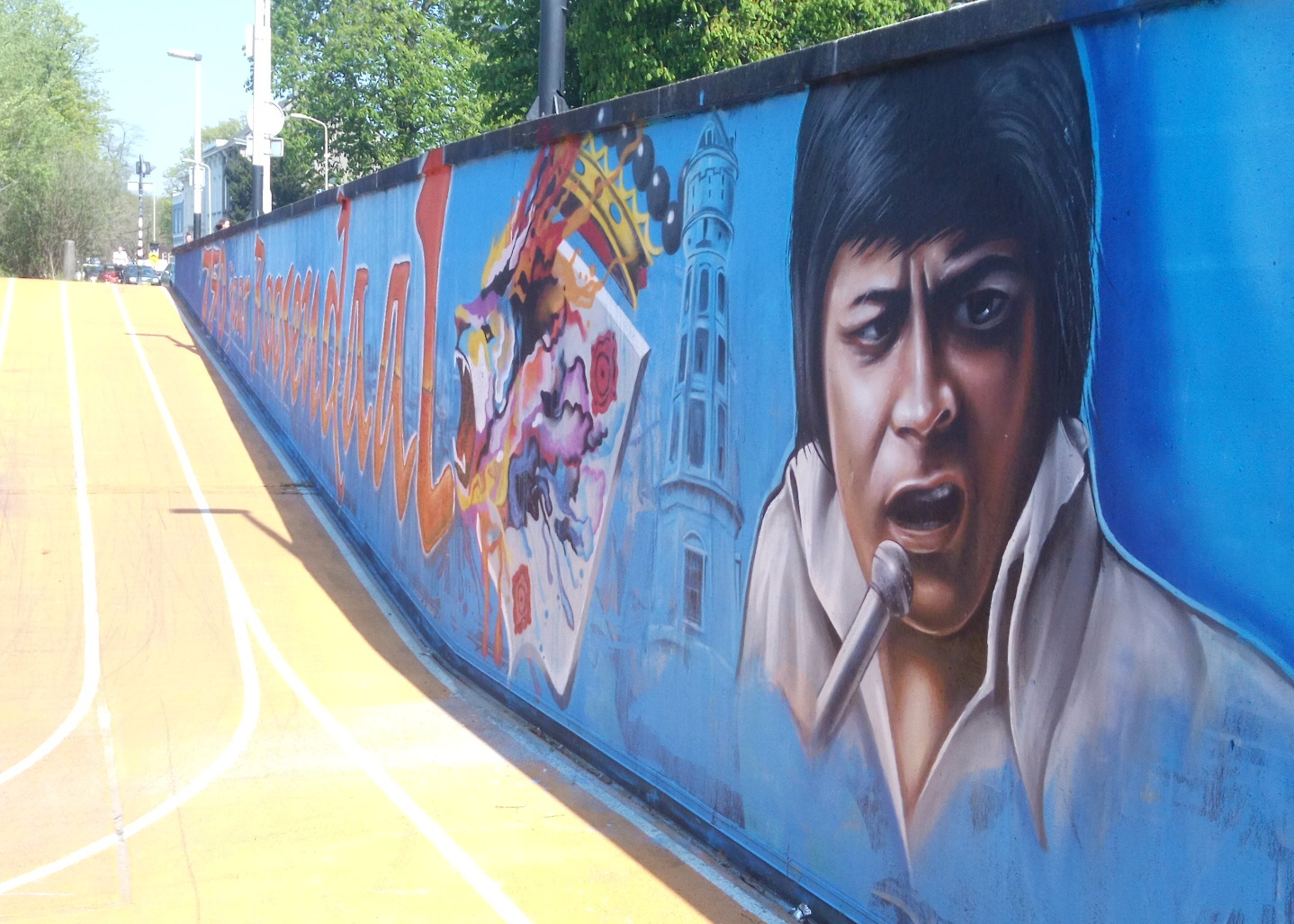
Kadetunnel la celebració de 750 anys de Roosendaal, 2018

Al gener de 2007, EMI va llançar la seva col·lecció  Asian Dreams and Greatest Hits . La traducció és  Somnis asiàtics i majors èxits . A més de dos CD, inclou un DVD que conté, entre altres coses, l'informe del viatge musical que va realitzar per a la televisió holandesa  AVRO el 1977 per la seva nativa Indonèsia dirigida per Theo Ordeman, un conegut director de televisió holandès. A més, hi ha clips de televisió de programes de televisió històrics, com els de TopPop (Països Baixos) i Musikladen (Alemanya).
El 24 de maig de 2009, es va celebrar per primera vegada un Festival de Jack Jersey al centre de la seva ciutat Roosendaal, a Oude Markt i en Raatskelder. Diversos artistes van actuar en el seu honor, incloent els seus descobriments Frank & Mirella i Nick MacKenzie. El Raatskelder té una connexió històrica amb el cantant i el compositor, perquè tenia un estudi de música allà a l'àtic en els anys seixanta.
En 2017 el és un dels  icones de Roosendaal  al museu Tongerlohuys.
El 10 de març de 2018 amb motiu de la celebració de 750 anys de Roosendaal sota el lema: L'ADN de Roosendaal, també un retrat de Jack va ser realitzat per 15 grafiters professionals.
El 2020 va aparèixer la seva pròpia cançó Una Noche Mexicana (traduït: Una Nit Mexicana) en Soulmates (sèrie de TV) transmesa per AMC.
El setembre del 2023, la cançó Rub It In de Jack Jersey and [[the Jordanaires]] apareixerà a la popular sèrie de televisió Sex Education temporada 4 (episodi 5) que serà transmesa per [[Netflix]].

## Galeria

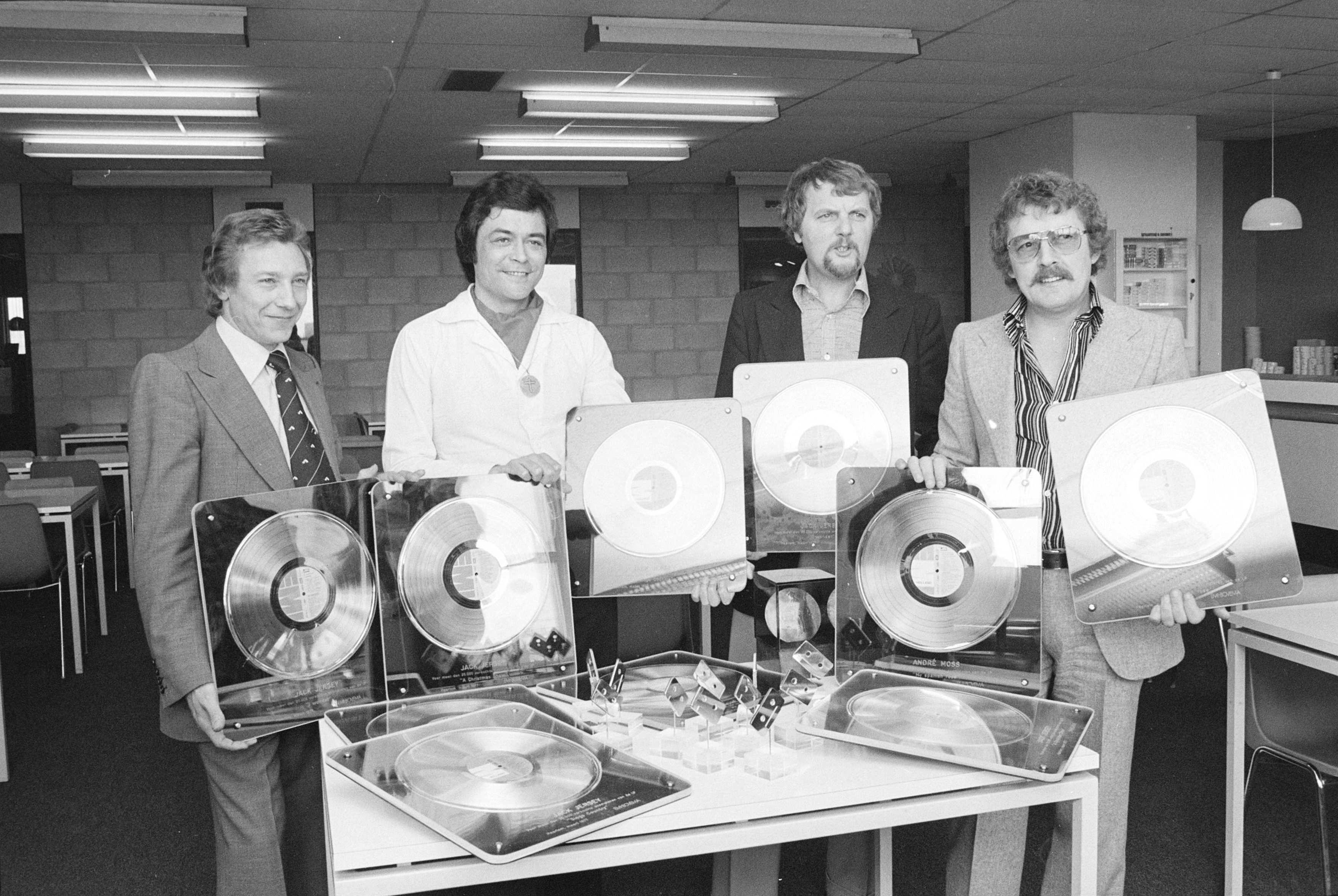
Persona desconeguda, Jack de Nijs, Cees den Daas i André Moss
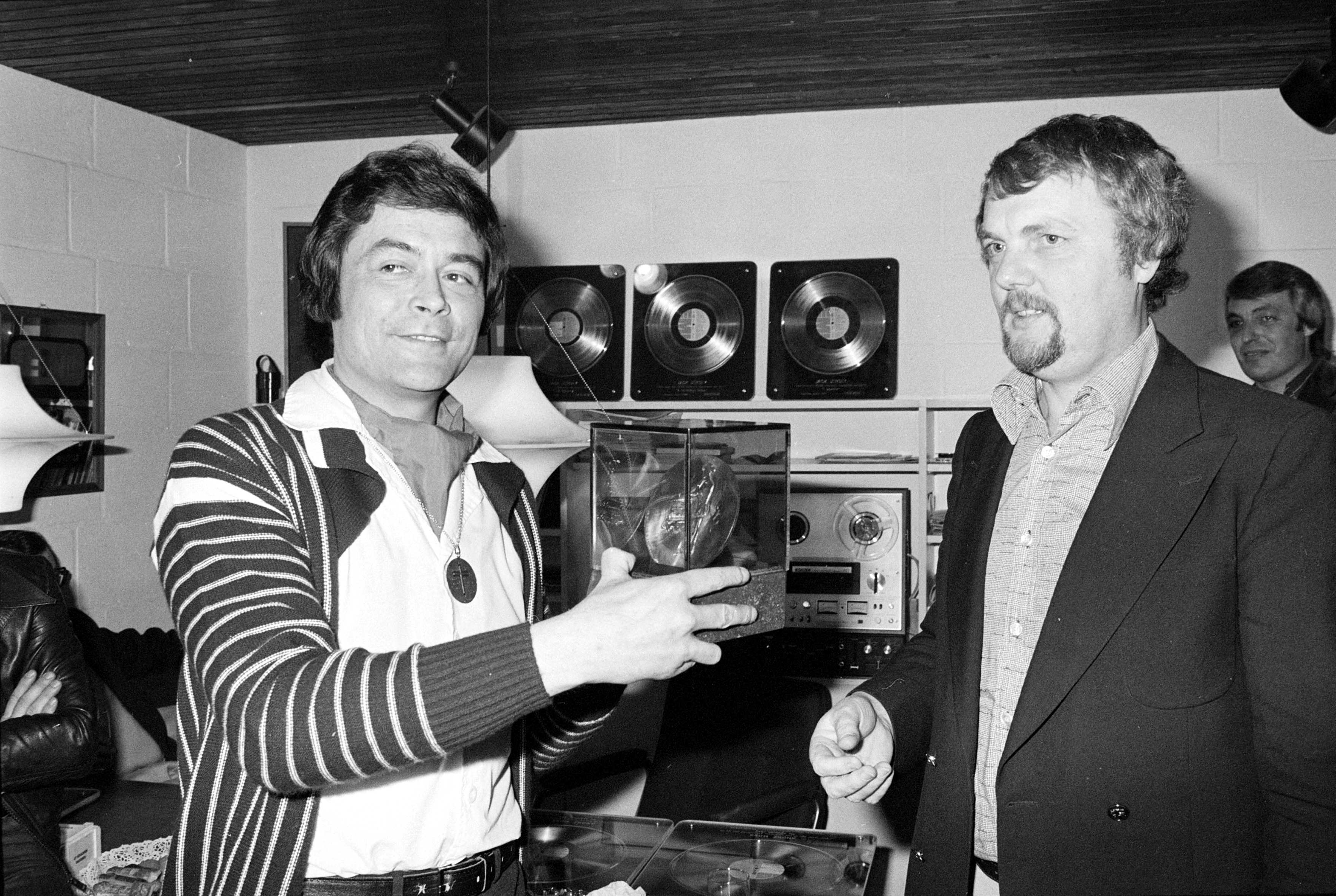
Jack de Nijs i Cees den Daas